# 고바시 메구미
고바시 메구미(일본어: 小橋 めぐみ, 1979년 7월 3일~) 일본 도쿄도 출신의 배우이다. FMG 소속이다.

## 경력
스카우트를 통해 연예계에 입문하였다. 1994년 후지테레비의 《계란반숙》이라는 드라마를 통하여 데뷔하였으며, NHK 대하드라마 《도쿠가와 요시노부》에서 황녀 가즈노미야 역을 도쿄 방송 드라마 《신 하늘까지 전해줘》에서 장녀역을 맡아 주목을 끌었다. 영화, 무대, CF등 다방면에서 활약하고 있다. 취미 및 특기는 다도, 피아노 연주, 하이쿠, 독서등이다. 한국에서 활동하는 일본 출신 방송인 후지타 사유리와 어릴때부터 친하다고 한다.